# 포르모사양털관박쥐
포르모사양털관박쥐(Rhinolophus formosae)는 관박쥐과에 속하는 박쥐의 일종이다. 대만의 토착종으로 대만 중부 지역의 저고도 지역부터 중간 고도 지역까지의 일차림에서 발견된다. 둥지는 동굴과 건물, 굴, 관개 수로에서 발견된다. 국제 자연 보전 연맹(IUCN)의 적색 목록에서 "준위협종"으로 분류되고 있으며, 평가 기준 B1(지리적 범위에서 발생 범위)에서는 거의 멸종위기종으로 분류되고 있다. 개체수는 대만 저지대의 숲파괴 때문에 감소 추세를 보이고 있지만, 적어도 보호 지역 한 곳에서는 발견되고 있다. 포르모사양털관박쥐는 이전에 양털관박쥐의 아종으로 간주했지만, 현재는 별도의 종으로 분류한다.